# Sondre Rokke
Sondre Rokke (5 de diciembre de 2003) es un deportista noruego que compite en ciclismo de montaña en la disciplina de campo a través. Ganó una medalla de bronce en el Campeonato Mundial de Ciclismo por Eliminación de 2023.

## Medallero internacional
| Campeonato Mundial | Campeonato Mundial        | Campeonato Mundial | Campeonato Mundial |
| Año                | Lugar                     | Medalla            | Competición        |
| ------------------ | ------------------------- | ------------------ | ------------------ |
| 2023               | Palangka Raya (Indonesia) | Medalla de bronce  | Eliminación        |